# Podział administracyjny Kościoła katolickiego w Grecji
Podział administracyjny Kościoła katolickiego w Grecji – w ramach Kościoła katolickiego w Grecji odrębne struktury mają:
- Kościół katolicki obrządku łacińskiego (Kościół rzymskokatolicki)
- Katolickie Kościoły wschodnie:
  - Grecki Kościół Greckokatolicki (Kościół greckokatolicki)
  - Kościół katolicki obrządku ormiańskiego

## Obrządek łaciński

### Metropolia Korfu–Zakintos–Kefalina
- Archidiecezja Korfu–Zakintos–Kefalina

### Metropolia Naksos-Andros-Tinos-Mykonos
- Archidiecezja Naksos-Andros-Tinos-Mykonos
  - Diecezja chioska
  - Diecezja kreteńska
  - Diecezja santoryńska
  - Diecezja sirosko-meloska

### Diecezje bezpośrednio podległeStolicy Apostolskiej
- Archidiecezja ateńska
- Archidiecezja rodoska
- Wikariat apostolski Salonik